# Atomizm społeczny
Atomizm społeczny – pogląd na społeczeństwo i życie społeczne, według którego społeczeństwo stanowi luźny zbiór niepowiązanych ze sobą jednostek i jest czymś wtórnym w stosunku do wchodzących w jego skład indywiduów. 
Punktem wyjścia analizy społecznej dla atomizmu społecznego nie jest społeczeństwo, lecz izolowana, racjonalnie działająca jednostka, pierwotna historycznie i logicznie wobec społeczeństwa, wchodząca w określone stosunki z innymi jednostkami i współdziałająca z nimi w imię własnych interesów. 
W myśl tej koncepcji całokształt procesów społecznych należy wyjaśniać przez grę zgodnych i krzyżujących się interesów jednostkowych i na wzór mechanicznego rozkładu sił wyprowadzać ich wypadkową. Wychodząc z tych przesłanek, przedstawiciele atomizmu społecznego konstruowali model społeczeństwa całkowicie zracjonalizowanego, w którym podstawą stosunków międzyludzkich są racjonalne decyzje jednostek i zachodzi zgodność oddziaływań zewnętrznych z działaniem jednostek kierujących się własnym interesem, natomiast całością życia społecznego rządzi zasada autoregulacji, zapewniająca, w wyniku starć interesów indywidualnych, ogólną harmonię. Model ten miał tłumaczyć przebieg wszystkich procesów zachodzących w społeczeństwie.
Filozoficzną i społeczno-etyczną podbudowę tego stanowiska stworzyła w XVIII wieku filozofia oświecenia. W swej klasycznej postaci atomizm społeczny łączył się z utylitaryzmem i liberalizmem. W XIX wieku znalazł pełny wyraz w pracach klasycznej i liberalnej szkoły ekonomicznej. Z ekonomii przeniknął do wyodrębniającej się wówczas socjologii.
Określenie atomizm społeczny było głównie używane przez krytyków tego poglądu.